# 타마요미
타마요미(球詠, Tamayomi)는 마운틴 푸쿠이치의 일본 야구 만화 시리즈로, 호분샤의 청년 만화 잡지 망가 타임 키라라 포워드에 2016년 4월부터 연재되었다. 단행본 17권으로 수집되었다. studio A-CAT이 제작한 애니메이션 TV 시리즈는 2020년 4월부터 6월까지 방영되었다.

## 개요
다케다 요미는 자신의 특별한 구질 덕분에 이전 학교에서 야구 경험이 끔찍하게 잘못된 후 고등학교를 즐기고 싶었다. 그러나 우연히 쌍둥이의 요시노, 이부키와 그녀의 소꿉친구이자 현재 야구 포수인 타마키는 야구부 문을 닫게 만든 스캔들 이후 고등학교인 신 코시가야의 명성을 회복하기로 결정한다. 여기에는 1년차 야수 2명, 전직 검도 선수, 파워 타자, 야구 고문, 그리고 클럽이 해체되는 것을 막기 위해 이미 서명한 2년차 선수가 합류했다. 그들 모두에게는 전국 야구 대회에 진출한다는 한 가지 공통점이 있다.